# Bouzovská vrchovina
Bouzovská vrchovina je nejjižnější podcelek Zábřežské vrchoviny. Od zbytku Zábřežské vrchoviny (Mírovské vrchoviny) ji odděluje řeka Třebůvka, od Drahanské vrchoviny řeky Nectava a Romže. Nejvyšším vrcholem jsou Zahálkovy skalky (610 m n. m.) nad obcí Kladky. Nejznámějším vrcholem je Velký Kosíř (442 m n. m.). Reliéf vrchoviny zaujímá výšky mezi 300 – 600 m n. m.

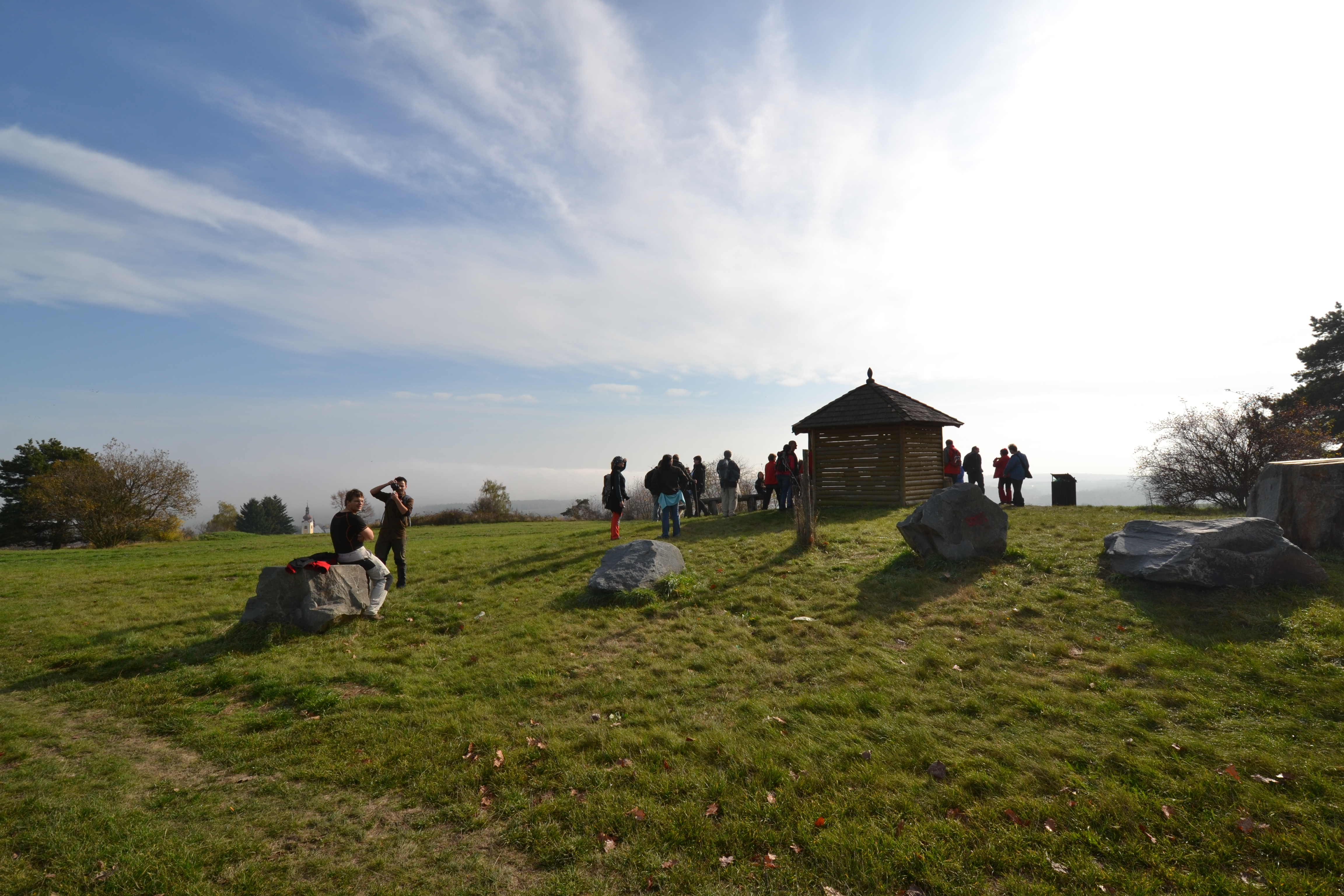
Vyhlídka nad Vilémovem

Mezi největší obce patří Kladky, Bouzov či Luká. V oblasti se nacházejí Javoříčské a Mladečské jeskyně a přírodní parky Kladecko a Bohdalov-Hartinkov.

## Geologie
Z geologického hlediska je severozápadní část Bouzovské vrchoviny budována komplexem fylitů a svinsko-vanovským krystalinikem. Jsou do nich vkleslé cenomanské a turonské horniny. Jihovýchodní část budují spodnokarbonské břidlice a droby s pruhem jesenecko-mladečského devonu, vyvinutého převážně ve vápencové facii. V okrajových částech vrchoviny jsou spodnotortonské a pliocenní sedimenty a mocné polohy mladopleistocenních spraší. (Vladimír Panoš, 1964; Jaromír Demek et al., 1987).